# استون بانک (ویسکانسین)

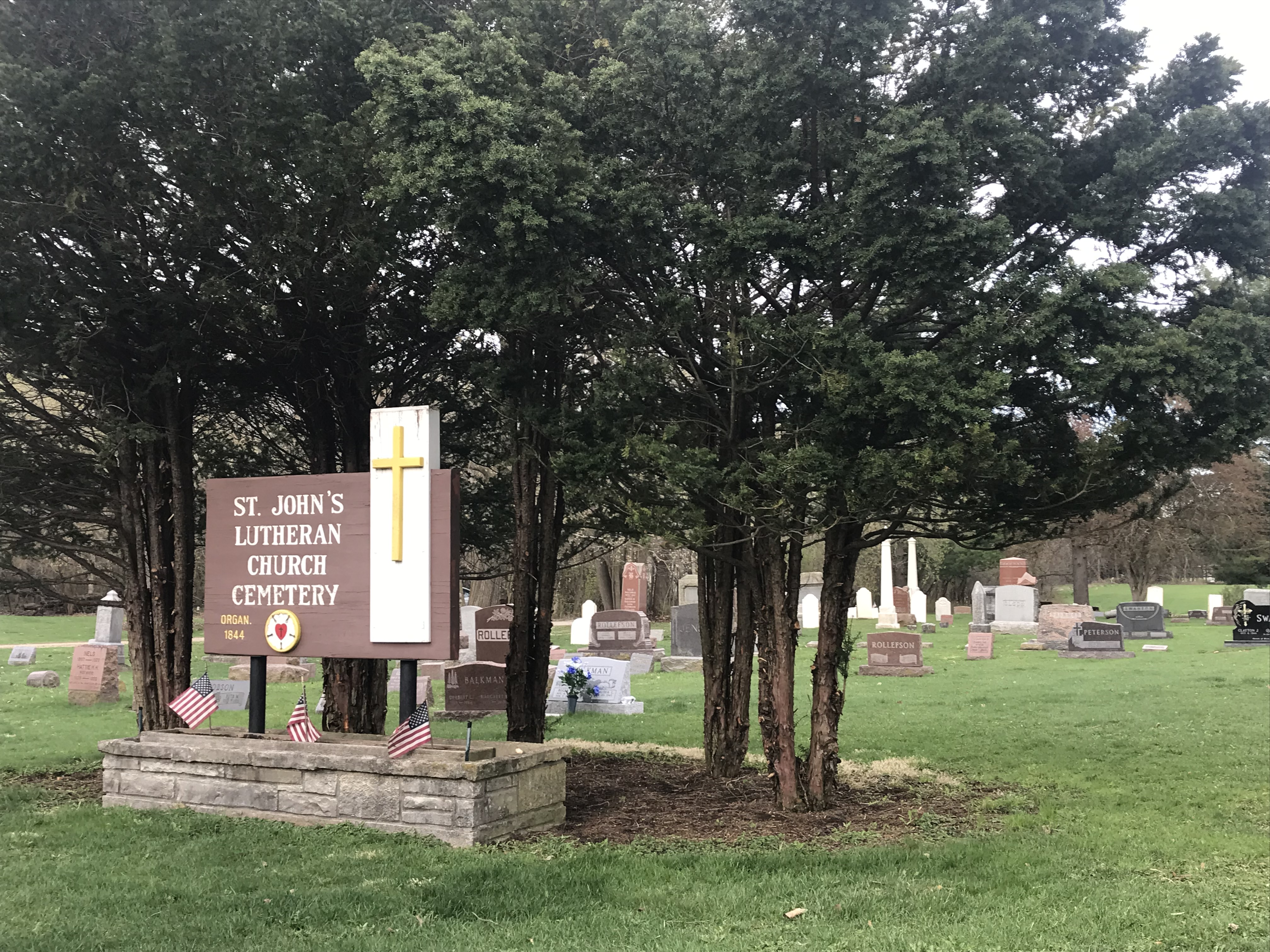
استون بانک، ویسکانسین

استون بانک (به انگلیسی: Stone Bank) یک منطقهٔ مسکونی در ایالات متحده آمریکا است که در شهرستان واکیشا، ویسکانسین واقع شده‌است.